# OWASP ZAP
OWASP ZAP (abréviation de Zed Attack Proxy) est un scanner de sécurité d'application Web open source. Il est destiné à une utilisation aussi bien par des novices en matière de sécurité des applications que par des testeurs d'intrusion professionnels.
C’est l'un des projets OWASP (Open Web Application Security Project) les plus actifs. Il a reçu le statut de Flagship.
Lorsqu'il est utilisé comme serveur proxy, ZAP permet à l'utilisateur de manipuler tout le trafic qui le traverse, y compris le trafic utilisant https.
Il peut également fonctionner en mode démon qui est ensuite contrôlé via une API REST.
ZAP a été ajouté au radar technologique ThoughtWorks le 30 mai 2015 dans l'anneau d'essai.
Cet outil a été dérivé de Paros, un autre proxy de pentesting. Simon Bennetts, le chef de projet, a déclaré en 2014 que seulement 20 % du code source de ZAP provenait encore de Paros. 

## Caractéristiques
ZAP inclut les fonctionnalités suivantes : serveur proxy d'interception, robots d'exploration Web traditionnels et AJAX, analyseur automatisé, analyseur passif, navigation forcée, Fuzzer, prise en charge de WebSocket, langages de script et prise en charge de Plug-n-Hack. Son architecture repose sur des plugins et une « place de marché » en ligne qui permet d'ajouter des fonctionnalités nouvelles ou mises à jour. Son utilisation est réalisée à travers un panneau de contrôle (GUI).

## Récompenses
- L'un des outils OWASP mentionnés dans le prix Bossie 2015 du meilleur logiciel de réseau et de sécurité open source[7]
- Deuxième place dans le classement 2014 des outils de sécurité aux termes du vote des lecteurs de ToolsWatch.org[8]
- Meilleur outil de sécurité dans le classement 2013 aux termes du vote des lecteurs de ToolsWatch.org[9]
- Outil d'outillage de l'année 2011 aux termes du vote des lecteurs de HolisticInfoSec[10]